# Meropis

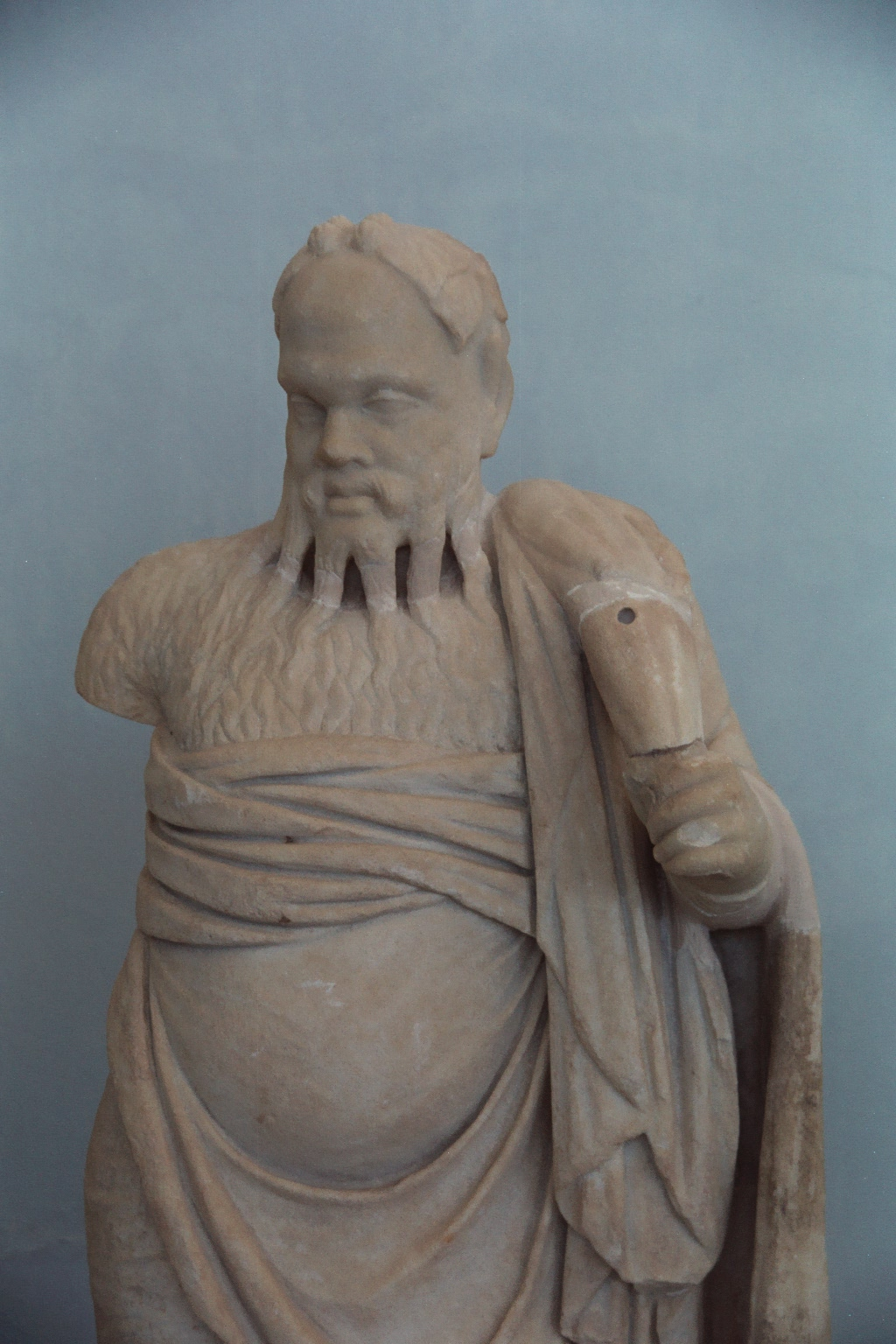
Der Halbgott oder Daimon Silenos tritt in der Rahmenhandlung der Erzählung über Meropis als Berichterstatter auf.

Meropis (griech.: Μεροπίς) bezeichnet ein mysteriöses, vom antiken Schriftsteller Theopompos von Chios beschriebenes Land, das dieser in seinem nur fragmentarisch bei Claudius Aelianus überlieferten Werk „Philippika“ erwähnt (FGrHist 115 F 75). Es sei das Land der Méropes (poet. „Menschen“) und liege jenseits des Weltmeeres (Okeanos). Die Bewohner dort würden doppelt so groß und doppelt so alt wie gewöhnliche Menschen werden.

## Beschreibung
Theopompos lässt in seiner Erzählung den Halbgott Silenos von zwei Städten in Meropis berichten: Eusebes (Εὐσεβής, „Ort der Frommen“) und Machimos (Μάχιμος, „Ort der Krieger“). Während die Einwohnerschaft der frommen Stadt in Überfluss lebe, Feldfrüchte bekomme, ohne dafür die Felder bestellen zu müssen, und ohne jede Krankheit glücklich und fromm lebe, würden in der kriegerischen Stadt die Menschen bereits mit Waffen geboren. Machimos führe ständig Krieg und habe alle Nachbarvölker unterworfen. Die Leute von Machimos verfügten über einen solchen Überfluss an Edelmetallen, dass Gold bei ihnen fast weniger wert sei als bei den mediterranen Völkern das Eisen. Schließlich hätten zehn Millionen Krieger von Machimos das Weltmeer überquert, um die Hyperboreer anzugreifen. Als sie jedoch erfahren hätten, dass diese „die glücklichsten Menschen“ diesseits des Okeanos seien, hätten sie nur Verachtung für sie übrig gehabt und es deswegen verschmäht, noch weiter vorzurücken.
Zwei große Ströme in Meropis werden erwähnt, der „Freudenfluss“ und der „Trauerfluss“. An ihren Ufern sollen Früchte tragende Bäume in der Größe hoher Platanen wachsen. Die Früchte am „Trauerfluss“ wirkten auf den, der sie esse, dergestalt, dass er sein ganzes weiteres Leben verweine, und zuletzt in diesem Zustande den Geist aufgebe. Wer aber die Früchte vom „Freudenfluss“ koste, der vergesse alles, was er zuvor geliebt habe; er werde nach und nach immer jünger und schließlich ende sein Leben als Kleinkind. Am äußersten Rand von Meropis gebe es zudem einen Ort namens Anostos (Ἄνοστος, „Ort ohne Wiederkehr“). Er gleiche einem gähnenden Abgrund, kenne weder Tag noch Nacht und werde von einem trüben, rötlichen Dunst bedeckt.

## Rezeption
Im Bereich der Klassischen Philologie wird von den wenigen Autoren, die sich mit diesem Thema befasst haben, traditionell von einem fiktionalen Charakter der Meropiserzählung ausgegangen. Bereits Johann Heinrich Friedrich Meineke, „Rector am Fürstl. Gymnasio zu Quedlinburg“, ging um 1787 in seiner Übersetzung der Texte Aelians aus dem Griechischen davon aus, es handele sich dabei – wie bei allen antiken Berichten über verschollene Länder im oder jenseits des Atlantischen Ozeans – um ein „Mährchen“. Zudem betrachtete er Theopomp nicht als glaubwürdigen Gewährsmann, sondern als „ein[en] starke[en] Dichter“.
Anders argumentierte in jüngerer Zeit sein französischer Kollege Pierre Vidal-Naquet, der die Erzählung über Meropis der heutigen Lehrmeinung entsprechend zwar ebenfalls als fiktionalen Bericht einstuft, zu Theopompus aber bemerkt, dieser sei „alles andere als ein zu vernachlässigender Geschichtsschreiber“. In gewisser Weise habe er mit seiner Erzählung Platons Dialog Kritias plagiiert und ihn ironisch nachgeahmt. Auch gebe es Bezüge zum Dialog Politikos. Ganz ähnlich deutet der deutsche Altphilologe Heinz-Günther Nesselrath Theopomps Erzählung: Sie sei weder eine Utopie noch diene sie als politische Allegorie. Vielmehr sei sie als Persiflage von Platons Atlantis zu verstehen. Der Altphilologe Robert von Pöhlmann betrachtete die Meropiserzählung und den Atlantisbericht als Beispiele für die Literaturgattung des antiken „Staatsromans“.
Der Hethitologe und Altertumskundler Emil O. Forrer dagegen, der den Begriff der „Meropisforschung“ als Teilgebiet der Erforschung vermuteter alter Kulturkontakte zwischen Europa und Amerika prägte, ging als akademischer „Außenseiter“ davon aus, dass mit Meropis der amerikanische Kontinent gemeint gewesen sei. Forrer, der einen interdisziplinären Betrachtungsansatz verfolgte, welcher Aspekte der Altorientalistik, Altamerikanistik, Klimatologie, der historischen Sprachenforschung, Ethnologie und Geographie zusammenführte, stellte sogar Überlegungen zur Lokalisierung der im Meropisbericht erwähnten Örtlichkeiten an. So identifizierte er z. B. „Anostos“ mit einem Vulkan in der Nähe von San Salvador.
Heute werden Annahmen und Modelle zur historisch-geographischen Interpretation der Meropiserzählung vorwiegend im grenzwissenschaftlichen Bereich entwickelt. Insbesondere im Kontext der diffusionistisch orientierten Atlantisforschung wird die Möglichkeit positiv diskutiert, dass die Erzählung über Meropis einen harten historischen Kern aufweisen könne. Hierbei wird zumeist auf die alte, im 19. Jahrhundert u. a. von Alexander von Humboldt und Robert Prutz vertretene Annahme Bezug genommen, dass die Besatzungen phönizischer oder karthagischer Schiffe an amerikanische Küsten gelangt sein könnten, deren Aussagen dann in mythisierter Form zur Grundlage der Berichte von Theopompus, Platon und anderen wurden. Derartige Überlegungen, welche Meropis und seine Bewohner mit Amerika bzw. Atlantis in Verbindung bringen, finden sich bereits 1882 bei Ignatius Donnelly; in jüngerer Zeit werden sie u. a. von dem britischen Historiker Peter James vertreten.